# 黄兆明
黄 兆明（こう ちょうめい、1954年8月23日 - ） は、台湾 カトリック花蓮教区の現任の司教である。洗礼名は「フィリポ」。

## 経歴
- 1954年 - 8月23日、台湾花蓮県富里郷生まれ。
- 1983年 - 4月12日、台東において司祭叙階。
- 1998年 - 7月16日、カトリック高雄教区補佐司教ならびにアルジェリアランフアの名義司教に任命。同年9月26日、高雄において司教叙階。
- 2001年 - 11月28日[1]、教皇ヨハネ・パウロ2世により花蓮教区司教に任命。
- 2002年 - 2月6日、着座。